# 法務部矯正署
法務部矯正署（簡稱矯正署）是中華民國有關受刑人、被告、少年犯、毒品犯等犯罪矯治事務，並管理各地區矯正機關的專責機關，直屬於法務部。

## 沿革[1]
- 清光緒三十二年間，掌理全國刑罰政令的刑部更名為「法部」，並於法部設「典獄司」，置郎中3人、員外郎及主事各4人，主管各省監獄、習藝所之罪犯名冊囚衣、囚糧、編纂規則、統計等事項；為矯正署前身。

- 1912年中華民國成立後，依《中華民國臨時約法》，將法部改為司法部（今法務部），典獄司更名為「監獄司」，首任司長為田荊華。
- 1980年7月1日實施審檢分隸，司法行政部改制為「法務部」，監獄司改為「監所司」，承辦全國犯罪矯治業務。
- 1984年11月，法務部研擬《法務部矯正局組織條例》草案函報行政院審議，但於1985年自行撤回。
- 1990年7月9日，法務部召開研商法務部組織法修正草案會議，時任司長陳豪曾提案設矯正局，惟未能如願。
- 1994年8月4日，法務部於矯治人員訓練中心召開年度獄政研討會，臺灣臺北看守所提案設立矯正局，將監所行政業務一元化。
- 1997年6月，矯正司完成「法務部矯正司改制為矯正局（署）必要性及可行性研究」之研究報告。
- 2005年1月27日，法務部長陳定南卸任前針對本部組織規劃案，正式批示同意成立矯正署。
- 2008年10月6日法務部將《法務部組織法部分條文修正草案》及《法務部矯正署組織法草案》陳報行政院。
- 2010年4月22日行政院通過法務部所擬的兩法草案。8月19日立法院三讀通過《法務部組織法》部分條文修正草案及《法務部矯正署組織法》草案。同年9月1日修訂公布。
- 2011年1月1日法務部矯正司改制為「法務部矯正署」。

## 歷任首長

### 法務部矯正署署長
| 任次 | 姓名   | 任職期間                    | 備註 |
| ---- | ------ | --------------------------- | --- |
| 1    | 吳憲璋 | 2011年1月1日─2015年3月31日  | 中央警官學校正科37期，日本明治大學法學研究所碩士。原法務部矯正司司長兼代法務部矯正人員訓練所所長，因身體健康因素提前退休。 |
| 2    | 巫滿盈 | 2015年4月1日─2017年1月15日  | 中央警官學校正科41期，原法務部矯正署嘉義監獄典獄長。屆齡退休。                                                             |
| 3    | 黃俊棠 | 2017年1月16日─2023年1月15日 | 中央警官學校正科45期，原法務部矯正署臺北監獄典獄長。屆齡退休。                                                             |
| 4    | 周輝煌 | 2023年1月16日─2025年7月16日 | 中央警官學校正科47期，原法務部矯正署屏東監獄典獄長。                                                                       |
| 5    | 林憲銘 | 2025年7月16日─現任          | 中央警官學校犯罪防治學系52期，原法務部矯正署副署長。                                                                       |

## 組織
- 署長一人，職務列簡任第十三職等
  - 副署長二人，職務列簡任第十二職等
    - 主任秘書，職務列簡任第十一職等

### 行政部門
- 綜合規劃組
  - 矯正機關年度施政方針、施政計畫、研究發展之彙編、管制及考核。
  - 矯正機關業務評鑑之規劃、指導及監督。
  - 國際矯正機關（構）之聯繫、交流及推動。
  - 矯正人員教育、訓練、進修、考察之規劃、指導及監督。
  - 矯正法規、制度之釐定、研擬及闡釋。
  - 法制之諮詢、研究、分析及評估。
  - 國家賠償、申訴及訴願事件之處理。
  - 矯正資料之蒐集、整理及研究編譯。
  - 矯正管理資訊系統之規劃、建置、推動及監督。
  - 其他有關綜合規劃事項。
- 教化輔導組
  - 調查分類、鑑別、個案調查、心理測驗之規劃、指導及監督。
  - 教誨教育、諮商輔導、文康活動業務之規劃、指導及監督。
  - 假釋、撤銷假釋之監督及審核。
  - 累進處遇、縮短刑期、性行考核等案件之監督及審核。
  - 技能訓練之規劃、指導及監督。
  - 委託加工作業與自營作業之規劃、指導及監督。
  - 作業導師、職業訓練師等專業訓練之規劃、指導及監督。
  - 就業輔導之規劃、指導及監督。
  - 作業技訓設備、勞作金、獎勵金、慰問金之監督及審核。
  - 其他有關教化輔導事項。
- 安全督導組
  - 戒護安全、管理制度之規劃、指導及監督。
  - 武器、彈藥、戒具、消防器材之使用、保養與防護訓練之規劃、指導及監督。
  - 分類收容、移禁之規劃、指導及監督。
  - 返家探視、眷屬同住、違規處理之監督及審核。
  - 戒護警力與矯正役役男勤務調遣及配置。
  - 矯正機關勤前教育之規劃、指導及監督。
  - 矯正機關囚情動態之通報、預警、管制及處理。
  - 矯正機關災害、防救演習、緊急事故應變措施之規劃、協調及督導。
  - 矯正機關與警察機關警力支援之規劃、協調及督導。
  - 其他有關安全督導事項。
- 後勤資源組
  - 矯正機關名籍、檔案管理之規劃、指導及監督。
  - 收容人生活給養、金錢與物品保管之規劃、指導及監督。
  - 矯正機關勒戒、戒治費用收取業務之規劃、指導及監督。
  - 矯正機關收容人福利事項之規劃、指導及監督。
  - 矯正機關合作社業務之規劃、指導及監督。
  - 矯正機關新建、遷建、擴建、整建計畫之研擬、審核及督導。
  - 矯正機關建築修繕、設施改善、設備採購計畫之規劃、審核及督導。
  - 矯正機關經費出納之管理及監督。
  - 矯正機關財產、物品、車輛及宿舍等事務管理之監督。
  - 其他有關後勤資源事項。
- 矯正醫療組
  - 觀察勒戒、強制戒治業務之規劃、指導及監督。
  - 毒品處遇業務之規劃、指導及監督。
  - 收容人傳染病防治、食品衛生營養之規劃、指導及監督。
  - 收容人疾病、死亡與保外醫治之監督及審核。
  - 矯正機關衛生與醫療之規劃、指導及監督。
  - 性侵害、家庭暴力、身心障礙等特殊收容人心理治療之規劃、指導及監督。
  - 其他有關矯正醫療事項。
- 秘書室
  - 印信典守及文書、檔案之管理。
  - 出納、財物、營繕、採購及其他事務管理。
  - 國會聯絡、媒體公關及新聞發布業務。
  - 會報及議事之處理。
  - 公產及公物之管理。
  - 工友（含技工、駕駛）之管理。
  - 不屬其他各組、室事項。
- 人事室
  - 職員任免、遷調之核簽擬辦事項。
  - 俸級之簽擬、待遇標準之審核事項。
  - 差假及勤惰之考查事項。
  - 獎懲核議事項。
  - 訓練、進修及考察之擬辦事項。
  - 考績之籌辦及核轉事項。
  - 退休、資遣、撫卹案件之審議及核轉事項。
  - 福利及文康活動事項。
  - 各項人事資料報表之登記填報事項。
  - 人事證明書類之核發事項。
  - 公務人員保險及全民健康保險事項。
  - 所屬機關人事業務之監督、考核事項。
  - 有關人力資源管理及相關人事事項。
- 政風室
  - 廉政之宣導及社會參與。
  - 廉政法令、預防措施之擬訂、推動及執行。
  - 廉政興革建議之擬訂、協調及推動。
  - 公職人員財產申報、利益衝突迴避及廉政倫理相關業務。
  - 機關有關之貪瀆與不法事項之處理。
  - 對於具有貪瀆風險業務之清查。
  - 機關公務機密維護之處理及協調。
  - 機關安全維護之處理及協調。
  - 其他有關政風事項。
- 會計室
  - 本署及所屬機關歲入、歲出概（預）算及決算之籌劃、審核與彙編事項。
  - 本署及所屬機關歲入、歲出分配預算及修改分配預算之審核、編製事項。
  - 本署及所屬機關歲入、歲出預算之追加、追減及第一預備金、第二預備金之審核彙轉事項。
  - 本署及所屬機關經費流用及預算保留之申請、核轉事項。
  - 本署及所屬機關年度重要行政計畫預算之彙核事項。
  - 本署及所屬機關歲計事務之建議及督導事項。
  - 本署及所屬機關各項採購案件之監辦事項。
  - 本署及所屬各監、院、所、校收容人給養之分配事項。
  - 本署預算執行控管、經費流用及預算保留之申請、編製與決算之辦理事項。
  - 本署資本支出預算執行進度之督催及檢討改進之簽核事項。
  - 本署財產類傳票之編製、統制帳之登載、財產增減結存表及月報表之審核與盤點之會辦事項。
  - 本署經管各類款項會計憑證之審核、編製及送審核銷事項。
  - 本署會計報告及績效報告之編製事項。
  - 本署及所屬機關有關財務收支之查核事項。
  - 本署各項採購案件之監標、監驗及書面審核事項。
  - 本署及所屬機關會計人員編制、任免、遷調、考績（成）、考核、獎懲、訓練、退休、資遣、撫卹之處理事項。
  - 本署及所屬機關交代案件會計部分之審查事項。
  - 本室及所屬會計機構工作報告之彙編、核轉事項。
  - 本署及所屬各監獄、技能訓練所、戒治所、少年輔育院、少年矯正學校各項原始憑證之核轉事項。
  - 本署及所屬機關會計事務及預算執行之督導事項。
  - 本室及所屬會計機構會計事務電腦化推動事項。
  - 本署及所屬機關國有財產增減結存表之審核事項。
  - 本室文書、收發及印信典守事項。
  - 不屬於本室其他各科之事項。
  - 監所作業基金預算及決算之籌編事項。
  - 監所作業基金分期實施計畫及收支估計表之彙編事項。
  - 監所作業基金固定資產建設、改良、擴充預算項目變更及保留事項。
  - 監所作業基金會計報告及半年結算報告之編製事項。
  - 監所作業基金固定資產建設、改良、擴充預算執行督導考核事項。
  - 監所作業基金管理委員會會計事務之處理事項。
  - 監所作業基金各項採購案件之監辦事項。
  - 監所作業基金財產增減結存表之審核事項。
  - 本署監督法務財團法人會計事務之督導事項。
- 統計室
  - 矯正統計方案、計畫之執行事項。
  - 統計調查之規劃、辦理事項。
  - 統計業務電腦化之規劃研擬事項。
  - 矯正公務統計報告之規劃事項。
  - 矯正業務統計及績效考核之規劃事項
  - 所屬矯正機關統計資料、報告之審核及管理事項。
  - 矯正統計報告之彙編、陳報及管理事項。
  - 矯正業務統計報告及績效考核之彙編、陳報及管理事項
  - 撤銷假釋案件資料之建置及報表編製事項。
  - 統計資料庫之建立及管理事項。
  - 矯正統計資料之發布及管理事項
  - 矯正統計分析之撰擬及審核事項。
  - 所屬矯正機關統計業務之監督、考核事項。
  - 矯正機關統計人員之考績（成）考核、獎懲、訓練、退休、資遣及撫卹核轉事項。

### 所屬機關
所屬51個矯正機關、依性質可分為監獄、技能訓練所、看守所、戒治所、少年觀護所及矯正學校等6類。
- 監獄：執行經刑事判決確定的受刑人。
- 技能訓練所：收容強制作工作受處分人（如慣竊）。（備註：配合110年12月10日司法院大法官釋字第812號解釋宣告強制工作違憲，現已無收容強制作工作受處分人，刻規劃改制為監獄，以使機關名稱（功能）與實際收容對象相符。）
- 看守所：羈押或審判中的刑事被告。
- 戒治所：受戒治人之心理輔導、階段性處遇。
- 少年觀護所：收容調查、偵查及審判中的未滿十八歲少年。
- 矯正學校：少年徒刑、拘役及感化教育受處分人。
- 特殊矯正學校：政大附屬少年感化院

## 制服與階級

### 制服
| 物品         | 說明                                                         |
| ------------ | ------------------------------------------------------------ |
| 襯衣         | 淡藍色                                                       |
| 常服外套     | 深海藍色                                                     |
| 褲子         | 黑色                                                         |
| 大盤帽       | 顏色為深海藍色，帽徽上方為矯正署署徽，並依據官職大小有其數量 |
| 禮帽（女性） | 顏色為深海藍色，帽徽上方為矯正署署徽，並依據官職大小有其數量 |
| 勤務便帽     | 上繡矯正署署徽                                               |
| 臂章         | 上面有服務單位，下方為矯正署署徽。                           |
| 領章         | 金質MJAC，在領口左右兩端                                     |
| 階級胸章     | 依據官職大小所搭配。                                         |
| 參考文獻     | [ 7 ]                                                        |

### 階級
矯正署人員階級章採「胸章」配階，章面為深海藍色（長9公分，寬3.5公分）、邊框為黑色（0.2公分），階級圖案由金色幸運草（由四顆心所組成，象徵信心、希望、真愛及幸福）與金線（0.2至0.5公分）組成。
| 配 階 | 法務部矯正署                           | 矯正署所屬機關                       |
| ----- | -------------------------------------- | ------------------------------------ |
|       | 署長                                   |                                      |
|       | 副署長、主任秘書、組長                 | 簡任第十一職等至第十二職等機關首長   |
|       | 副組長、秘書室主任、專門委員、簡任視察 | 其餘機關首長、簡任副首長             |
|       | 科長、薦任視察                         | 薦任副首長、秘書、監長               |
|       | 編審、專員                             | 科長、女監主任、警衛隊隊長、女所主任 |
|       |                                        | 專員兼股長 教誨師兼股長 教導員兼組長 |
|       | 薦任科員                               | 教誨師、調查員、輔導員、教導員       |
|       | 委任科員                               | 科員兼股長、科(課、組)員             |
|       | 助理員                                 | 主任管理員                           |
|       |                                        | 管理員                               |

## 外部連結
- 法務部矯正署 （页面存档备份，存于）（繁體中文）（英文）
- YouTube上的矯正署頻道
- 矯正署在Flickr上的页面